# Bos acutifrons
Bos acutifrons là danh pháp hai phần của đại diện cổ đại nhất của chi Bos. Bos acutifrons sinh sống cho tới tận giữa thế Pleistocen tại Ấn Độ. Nhiều nhà khoa học cho rằng từ loài này đã phát sinh ra tất cả các loài bò khác. Khoảng 1,5 tới 2 triệu năm trước thì bò rừng châu Âu (Bos primigenius) có lẽ đã phát sinh từ loài này.